# Дитфурт-ан-дер-Альтмюль
Дитфурт-ан-дер-Альтмюль (нем. Dietfurt an der Altmühl) — город и городская община в Германии, в земле Бавария. 
Подчинён административному округу Верхний Пфальц. Входит в состав района Ноймаркт-ин-дер-Оберпфальц.  Население составляет 6020 человек (на 31 декабря 2010 года). Занимает площадь 78,84 км². Официальный код  —  09 3 73 121.

## Население
По оценке на 31 декабря 2015 года население общины Дитфурт-ан-дер-Альтмюль составляет 6084 чел. 

| Дата      | 1840 | 1871 | 1900 | 1925 | 1939 | 1950 | 1961 | 1970 | 1987 | 2011 |
| --------- | ---- | ---- | ---- | ---- | ---- | ---- | ---- | ---- | ---- | ---- |
| Население | 3474 | 3623 | 3530 | 4003 | 4019 | 5328 | 4694 | 5061 | 5257 | 5883 |

| Год       | 1960 | 1970 | 1980 | 1990 | 2000 | 2009 | 2010 | 2011 | 2012 | 2013 | 2014 | 2015 |
| --------- | ---- | ---- | ---- | ---- | ---- | ---- | ---- | ---- | ---- | ---- | ---- | ---- |
| Население | 4542 | 5083 | 5062 | 5428 | 6059 | 6054 | 6020 | 5909 | 5991 | 6028 | 6074 | 6084 |